# Furkan Yaman
Furkan Yaman (* 8. Januar 1996 in Istanbul) ist ein türkischer Fußballspieler.

## Karriere

### Verein
Yaman begann mit dem Vereinsfußball 2005 in der Jugendabteilung von Gaziosmanpaşaspor, dem Verein seines Heimatbezirkes Gaziosmanpaşa. 2008 wurde er für die Nachwuchsableitung von Beşiktaş Istanbul verpflichtet. Im Frühjahr 2014 erhielt er bei diesem Klub einen Profivertrag, spielte aber die Rückrunde der damals laufenden Saison für die Reservemannschaft des Klubs. Mit der Saison 2014/15 gehörte er auch dem Profikader an, nahm an deren Training teil und gehörte bei mehreren Pflichtspielen dem Mannschaftskader an. Sein Profidebüt gab er schließlich in der Pokalbegegnung vom 4. Dezember 2014 gegen den Istanbuler Drittligisten Sarıyer SK. Für die Rückrunde der Saison 2014/16 wurde Yaman an den Drittligisten Menemen Belediyespor und für die Saison 2015/16 an den Istanbuler Drittligisten Elazığspor ausgeliehen.
Im Sommer 2016 verließ er Beşiktaş endgültig und wechselte stattdessen zum Ligarivalen Kayserispor.

### Nationalmannschaft
Yaman begann seine Nationalmannschaftskarriere 2011 mit einem Einsatz für die türkische U-15-Nationalmannschaft. Anschließend durchlief er die meisten Altersstufen der türkischen Nationalmannschaften.

## Erfolge
Mit der türkischen U-16-Nationalmannschaft
- Zweiter im Ägäis-Pokal: 2012

Mit der türkischen U-18-Nationalmannschaft
- Vierter im Valentin-Granatkin-Memorial-Turnier: 2014